# Колєсніков Дмитро Вадимович
Колєсніков Дмитро Вадимович (нар. 12 січня 1995, Володимир-Волинський — пом. 22 лютого 2015, Піски — український військовик, боєць Добровольчого українського корпусу.

## Біографія
Народився Дмитро Колєсніков 12 січня 1995 року в місті Володимирі-Волинському. Навчався у Володимир-Волинській ЗОШ № 3 та Володимир-Волинському агротехнічному коледжі, згодом продовжив навчання в Луцькій філії Університету сучасних знань за спеціальністю «Правознавство». Належав до лав ультрас київського «Динамо». З початком подій Євромайдану був активним учасником Революції гідності. Дмитро став членом Володимир-Волинського міського осередку Правого Сектору, а з грудня 2014 року став бійцем Добровольчого українського корпусу. Ніби передчуваючи недобре, мати молодого бійця сховала його документи, щоб не допустити його на війну. Не зважаючи на перешкоди, після підготовки на базі «Десна» Дмитро відбув на фронт. Був бійцем 1-ї штурмової роти 5-го окремого батальйону ДУК, брав участь в обороні Донецького аеропорту. 22 лютого в районі селища Піски біля Донецька Дмитро Колєсніков загинув після прямого попадання танкового снаряду в приміщення, де перебували бійці ДУКу. Тоді ж поліг Дмитро Ломей, ще 5 зазнали поранень.
Дмитро був єдиним сином у батьків.
Похований Дмитро Колєсніков у рідному місті на Федорівському кладовищі. На похорони свого наймолодшого героя прийшло більше тисячі жителів міста, включно із міським головою.

## Нагороди
В 2021 році був нагороджений орденом «За мужність» III ступеня (посмертно).

## Вшанування пам'яті

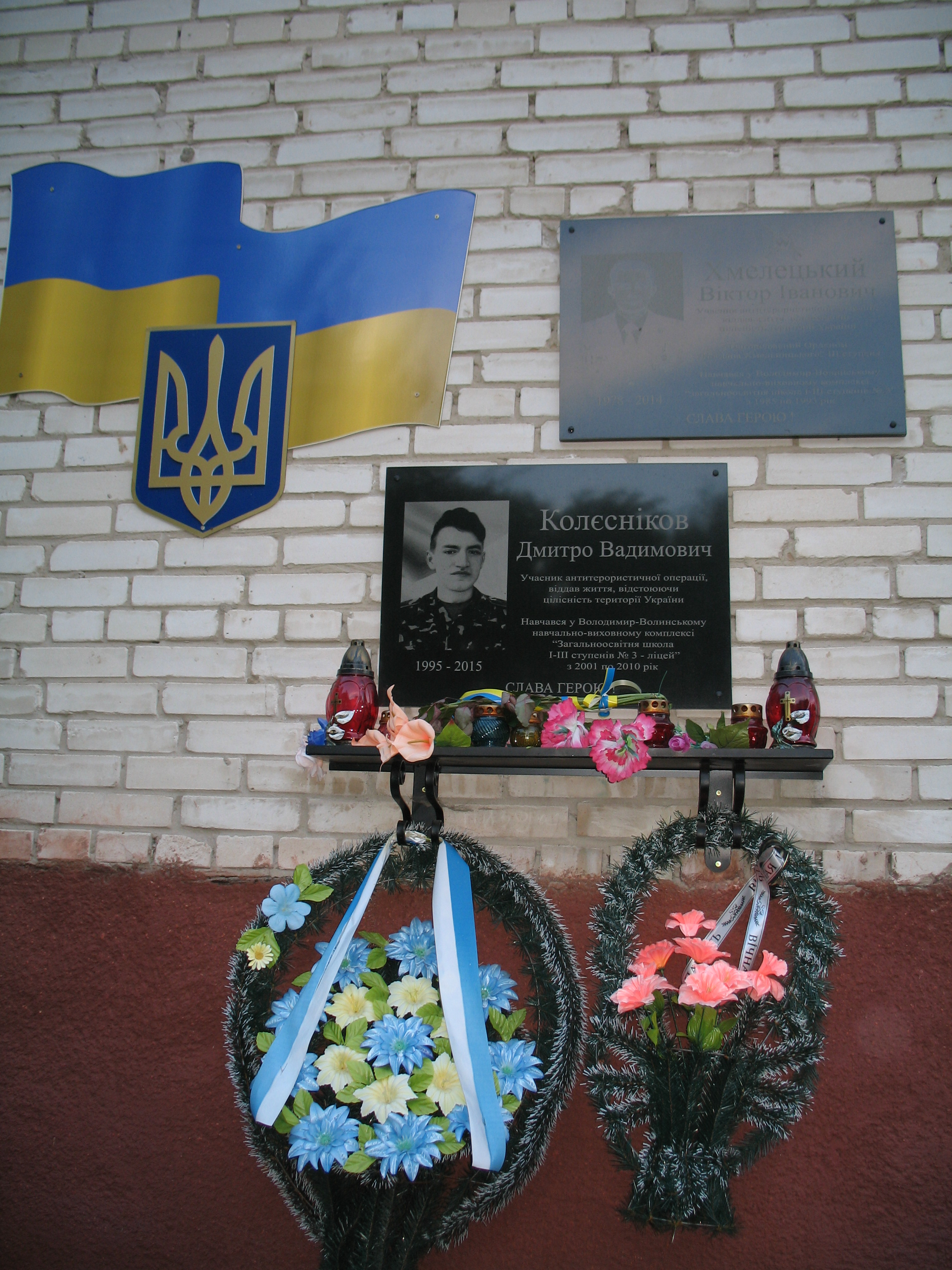
Меморіальна дошка

24 квітня 2015 року, Володимир-Волинська міська рада посмертно нагородила Дмитра Колєснікова почесною відзнакою «За заслуги перед містом Володимир-Волинський» та разом із іншими загиблими в АТО військовослужбовцями, які були жителями міста Володимира-Волинського, присвоїла загиблому воїну звання «Почесний громадянин міста Володимира-Волинського». На цій сесії міської ради також прийнято рішення про присвоєння імені Дмитра Колєснікова одній із вулиць міста. Початково планувалось присвоїти ім'я Дмитра Колєснікова новозбудованій вулиці у районі колишнього цегельного заводу, пізніше рішення було змінено, і вирішено ім'ям загиблого воїна назвати частину вулиці Павлова, неподалік місця проживання загиблого героя. 22 квітня 2015 року у Слов'янському парку у Володимирі-Волинському була закладена Алея Слави у пам'ять жителів міста, які загинули на сході України під час проведення антитерористичної операції. Студенти Володимир-Волинського агротехнічного коледжу висадили у парку 8 дубів у пам'ять про загиблих жителів міста — Василя Спасьонова, Віктора Хмелецького, Ігора Упорова, Олександра Максименка, Михайла Ілляшука, Леоніда Полінкевича, Дмитра Головіна та Дмитра Колєснікова, який сам був раніше студентом агротехнічного коледжу.
20 травня 2015 року, у холі першого поверху Володимир-Волинського агротехнічного коледжу урочисто відкрито дошку пам'яті Дмитра Колєснікова та ще одного випускника коледжу — Миколи Бондарука, який загинув під Волновахою.
13 жовтня 2015 року, напередодні Дня захисника України, на фасаді НВК «ЗОШ № 3-ліцей» відкрито дошки пам'яті на честь випускників школи, які загинули під час російсько-української війни — Дмитра Колєснікова та Віктора Хмелецького.